# 好莱坞外国记者协会
好莱坞外国记者协会（英語：Hollywood Foreign Press Association，英文縮寫為）是一个由记者、专栏作者等人员组成的一个针对美国电影、电视娱乐圈的非盈利性组织，其成员包括欧洲、亚洲、澳大利亚、中非和南非地区的报纸和杂志专栏作家。现在，该组织的共约90名成员在全世界55个国家拥有超过2亿5千万订阅读者。该组织以每年1月在美国第二大城市洛杉矶举行的金球奖颁奖典礼而为全世界所熟知，至今已经举办了80次。
2023年6月12日，好莱坞外国记者协会宣布解散。

## 历史
好莱坞外国记者协会于20世纪四十年代早期在洛杉矶建立，一开始建立的目的只是为了让那些来自其他国家的记者、专栏专家可以更方便地采访好莱坞的影视明星，但到了今天，此协会的名称已名不符实，其成员不全是记者，而且按人数统计，其中的美国人实际上比“外国人”更多。
该组织的首次针对电影工业杰出成就的颁奖活动是1944年早期在二十世纪福克斯举行的一次非正式的典礼。当时，珍妮花·钟丝因电影《圣女之歌》获最佳女演员奖，该片同时也赢得了最佳影片奖，而保罗·卢卡斯则因《守卫莱茵河》获最佳男演员奖。

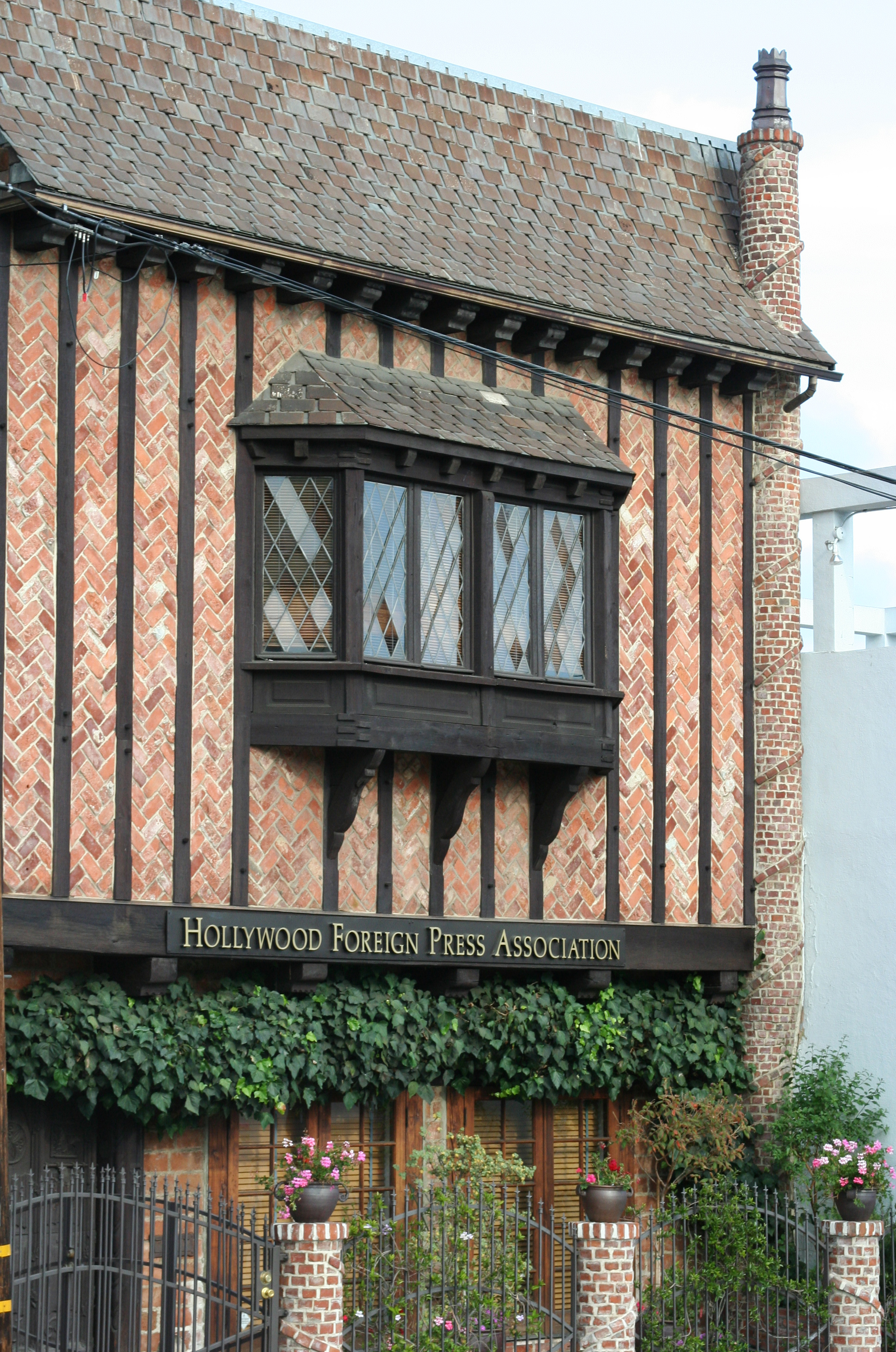
好莱坞外国记者协会

1950年，成员间的不同哲学理念导致组织内部出现分裂，导致组织之后分为两个不同的派别——The Hollywood Foreign Correspondents Association和the Foreign Press Association of Hollywood，不过到了1955年，两个派别又重新走到了一起，共同使用“The Hollywood Foreign Press Association”作为组织的名称。
1955年，金球奖开始颁發针对电视剧或电视电影的奖项。目前，金球奖一共颁发的奖项数目达到25个，其中14个针对电影类，11个针对电视类。
2021年5月3日，协会宣布在未来一年半内增加50%的成员，着重关注非裔美国人等未有代表的群体，回应业界要求改革的呼声。方案于5月6日获成员投票大比数通过。然而，100家公关机构认为相关政策不会为下届的金球奖带来实质性影响。随后，Netflix、亚马逊影业、华纳媒体暂停与协会的合作关系，常年转播金球奖典礼的全国广播公司宣布不转播下届金球奖。另外，汤姆·克鲁斯归还自己凭借、和获得的金球奖。压力之下，协会最终修改改革时间表，将完成时间提前到8月2日。
2023年6月12日，记者协会宣布有关金球奖的所有资产已由迪克·克拉克森制片公司和埃尔德里奇产业公司共同收购，两者成立全新非营利机构金球基金会，由基金会继续记者协会的慈善捐赠工作，原记者协会则宣告解散。

## 成员
好莱坞外国记者协会成员每月集会至少一次，其包括主席在内的各项职位均每年选举一次。每年协会最多会接受5名新成员的加入。
要申请或保持协会成员资格，该申请人或成员必须每年发表至少4篇文章，并在加利福尼亚州南部拥有常住地址，好莱坞外国记者协会并没有明确发布过可以接受的文章发布载体范围，但可以肯定的是其并不局限于大众化或主流化的报刊杂志。要保持活动拥有投票权的正式会员身份，协会成员必须拥有美国电影协会（Motion Picture Association of America，简称MPAA）认证并且必须每年至少一次更新其作品记录，否则虽然会员不会失去其成员资格，但却会失去该年度的投票权。